# Cargolet pitestriat
El cargolet pitestriat (Cantorchilus thoracicus) és un ocell de la família dels troglodítids (Troglodytidae).

## Hàbitat i distribució
Habita el sotabosc de la selva pluvial i matolls de les terres baixes del Carib a Nicaragua i Costa Rica, localment al vessant del Pacífic a la Serralada de Guanacaste, i oest i centre de Panamà.